# Neoencyclops lenis
Neoencyclops lenis är en skalbaggsart som beskrevs av Holzschuh 1999. Neoencyclops lenis ingår i släktet Neoencyclops och familjen långhorningar. Inga underarter finns listade i Catalogue of Life.